# Басші
Басші́ (каз. Басши) — село у складі Кербулацького району Жетисуської області Казахстану. Адміністративний центр Басшийського сільського округу.
У радянські часи село називалось Калініно.
Населення — 1658 осіб (2021; 1831 у 2009, 1726 у 1999, 1932 у 1989).